# Nunquam retrorsum

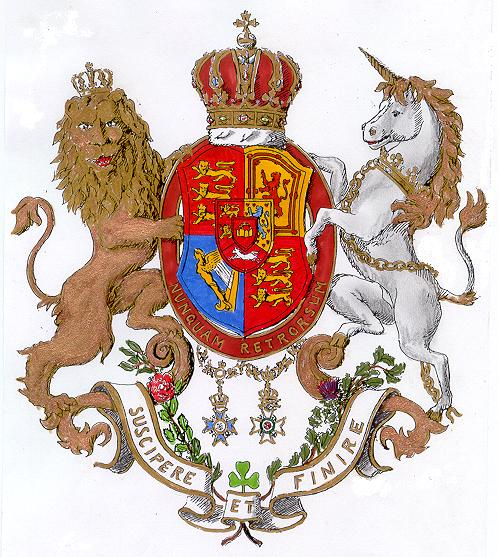
„Nunquam retrorsum“ im Wappen des Königreichs Hannover (1837)

Nunquam retrorsum (lateinisch für Niemals zurück) ist ein Wahlspruch des Welfenhauses. Seine Verwendung ist seit dem 18. Jahrhundert belegt.

## Wahlspruch der Welfen in Niedersachsen

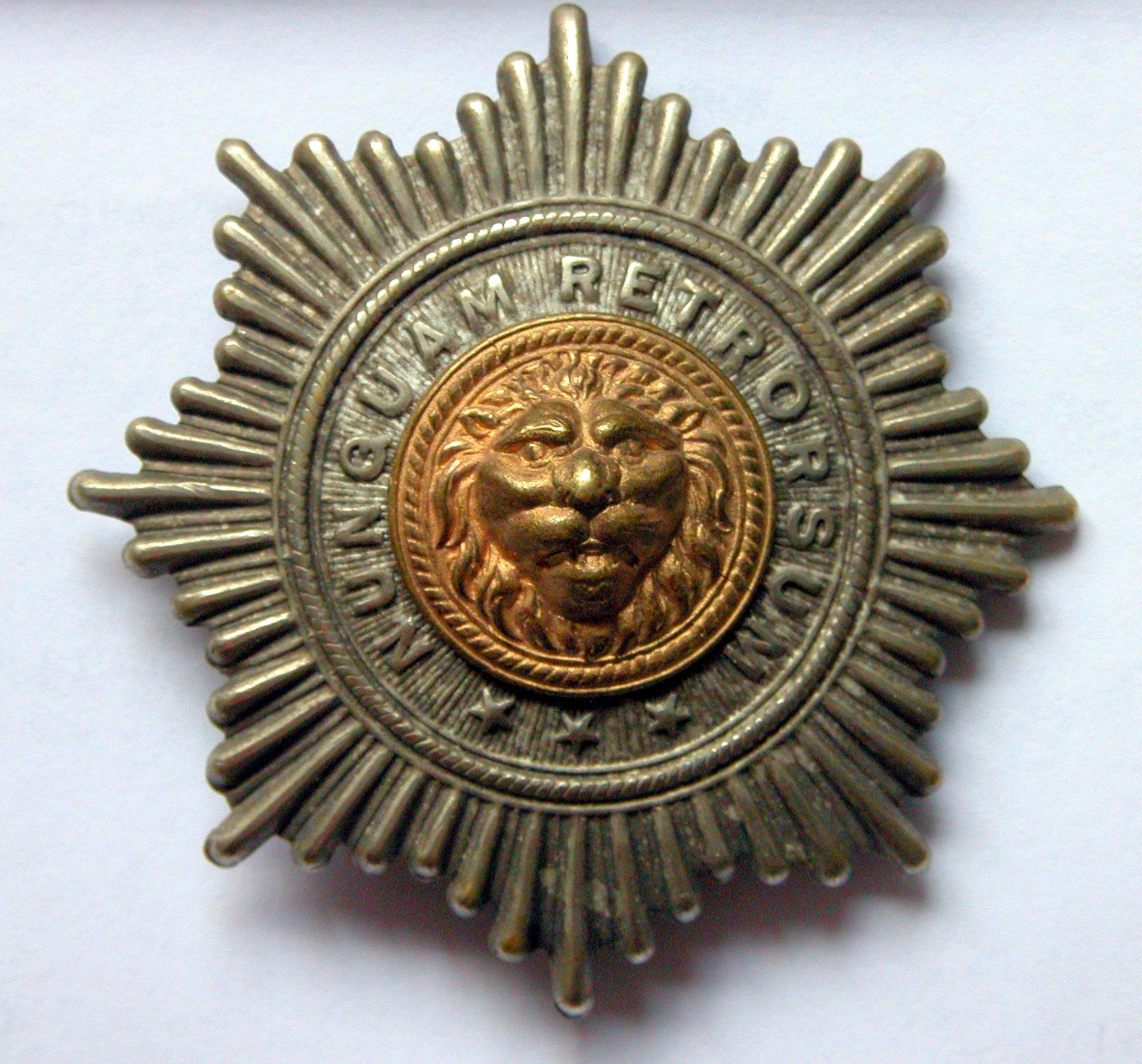
Steckstern unbekannter Herkunft mit der Devise Nunquam retrorsum.

Der Wahlspruch „Nunquam retrorsum“ verbindet sich in Deutschland und dem Vereinigten Königreich mit dem Kurfürstentum Braunschweig-Lüneburg und stand neben dessen eigentlichem und älterem Wahlspruch „Nec aspera terrent“ (lateinisch für Auch Widrigkeiten schrecken nicht) und dem durch die Personalunion bedingten „Honi soit qui mal y pense“ des Hosenbandordens.
Als persönlicher Wahlspruch ist „Nunquam retrorsum“ im 18. Jahrhundert für Herzog Karl von Braunschweig-Bevern aus einer Nebenlinie des Hauses Braunschweig-Wolfenbüttel belegt. Nach der Konvention von Artlenburg (1803) und im Zuge der Befreiungskriege gewann das markigere „Nunquam retrorsum“ an Bedeutung und verdrängte im Gebrauch zeitweise den älteren Wahlspruch. So trug ihn z. B. das Braunschweigische Leibbataillon, das im Juni 1815 an den Schlachten bei Quatre-Bras und Waterloo teilnahm, an seiner Ausrüstung.
Das aus dem Kurfürstentum hervorgegangene Königreich Hannover übernahm den Wahlspruch „Nunquam retrorsum“ in sein Staatswappen. Auch bei Stiftung des St. Georgs-Ordens 1839 wurde er als Ordensdevise gewählt. Der letzte König von Hannover Georg V. wählte „Nunquam retrorsum“ ebenfalls als persönlichen Wahlspruch. Im Hof- und Staatshandbuch für das Königreich Hannover für 1853 erscheint die Devise erstmals als Umschrift zur Staatsflagge. Auch in der Hannoverschen Armee galt der Wahlspruch bis zur Schlacht bei Langensalza am 27. Juni 1866 als Devise und wurde seit dem Untergang des Königreichs am 29. Juni 1866 oft als Devise der Veteranenverbände und welfisch gesinnter Kreise verwendet.

## Weitere Verwendungen der Devise
Während seines Aufenthalts auf Helgoland (11. August bis 5. September 1841) schrieb August Heinrich Hoffmann von Fallersleben nicht nur am 26. August das Lied der Deutschen, sondern auch am folgenden Tag zur Melodie des Studentenliedes „Wir hatten gebauet ein stattliches Haus“ das kämpferische Gedicht „Wir haben’s geschworen“. Veröffentlicht wurde es zuerst in der 1843 ohne jede Namensnennung in der Schweiz herausgebrachten Sammlung Deutsche Lieder aus der Schweiz unter dem Titel Nunquam retrorsum!
Das 1869 aufgestellte franko-kanadische Regiment Les Fusiliers Mont-Royal hat „Nunquam retrorsum“ um 1878 zu seiner Devise gemacht. Auch die 1688 gegründete Stadt New Rochelle im amerikanischen Bundesstaat New York führt das Motto „Nunquam retrorsum“ in ihrem Siegel.

### Verwendung bei Studentenverbindungen

Porzellanpfeifenkopf des Corps Hannovera Heidelberg (1811) mit dem Schlägerwappen des Corps und dem Wahlspruch „Nunquam retrorsum“.

Das Corps Hannovera Göttingen führt den Wahlspruch als damaliges hannöversches Landescorps an der Georg-August-Universität seit seiner Gründung 1809. Auch auf Stammbuchblättern der vorgehenden Hannoverschen Landsmannschaft findet sich der Eintrag „Nunquam retrorsum“ oder die entsprechende Abkürzung „N.R.“, zuweilen gleichberechtigt mit dem älteren „Nec aspera terrent“. Ebenso übernahm das 1810 gegründete Corps Hannovera Heidelberg die Devise. Auf der Rückseite des abgebildeten Pfeifenkopfs von 1811 befindet sich eine Mitgliederliste mit 31 Namen der Jahre 1810/11. 1848 wurde der Wahlspruch des Göttinger Corps um den Wahlspruch des Corps Hanseatia Göttingen zu „Nunquam retrorsum, fortes fortuna adiuvat!“ (lateinisch für „Niemals zurück, den Tapferen hilft das Glück!“) ergänzt.
Später übernahmen andere Studentenverbindungen „Nunquam retrorsum“ auch ohne erkennbaren welfischen Bezug als ihren Wahl- oder Waffenspruch.

### Abwandlungen
Das Motto wurde später auch in der abgewandelten Form Nunquam retrorsum, semper prorsum! (Niemals zurück, immer nur vorwärts!) verwendet. So z. B. von Ernst Jünger in seinem 1920 erschienenen autobiografischen Werk In Stahlgewittern und bei einigen studentischen Verbindungen.
Die umgestellte Version Semper prorsum, nunquam retrorsum! mit der eigenwilligen Übertragung „Immer nützlich sein, niemals verharren!“ verwendete der in Hannover ansässige Reifenhersteller Continental in den 1920er Jahren als Werbeslogan.